# Sala de Vizcaya
La Sala de Vizcaya fue un órgano jurídico castellano dependiente de la Real Audiencia y Chancillería de Valladolid, mediante el cual se resolvían todos los pleitos que llegaban a dicho tribunal relacionados con vizcaínos de origen.
A pesar de existir otras chancillerías como la de Ciudad Real o Granada, la de Valladolid fue la única que dispuso de esta Sala. Estaba servida por el Juez Mayor de Vizcaya, un juez togado de segunda instancia ante el que eran apeladas las causas civiles y criminales vistas por el corregidor y justicias ordinarias de Vizcaya.
Su jurisdicción estaba limitada a los pleitos vizcaínos, tanto civiles y criminales como de hidalguía, tal y como establecía el Fuero de Vizcaya. En el archivo de la Real Chancillería de Valladolid se conservan más de 16.000 pleitos pertenecientes a esta sala, que constituyen una fuente documental fundamental para la historia de Vizcaya en el Antiguo Régimen.